# Ravago
Die Ravago S.A. ist ein belgischer Chemiekonzern mit rechtlichem Sitz in Luxemburg. Das Unternehmen wurde 1961 von Raf Van Gorp gegründet, nachdem dieser eine Dynamitfabrik im flämischen Arendonk gekauft hatte. An diesem Standort ging Van Gorp seiner Idee nach, Produktionsabfälle der petrochemischen Industrie in der Herstellung von Kunststoffen wiederzuverwerten. Hierbei hat sich das Unternehmen auf die Zulieferung des Baugewerbes mit Bauchemie, Dämmstoffen und Spezialfolien spezialisiert. Ravago produziert an 30 Produktionsstandorten jährlich 4 Millionen Tonnen Rohkunststoffe, die durch 230 Vertriebsniederlassungen in über 55 Ländern verkauft werden.